# 川元正英
川元 正英（かわもと まさひで、1971年6月21日 - ）は神奈川県出身の元サッカー選手。

## 来歴
厚木南高校から東海大学に進学してサッカー部に所属。卒業後は富士通に入社し、アマチュア選手としてジャパンフットボールリーグ（旧JFL）に所属する自社の富士通サッカー部でプレーし、レギュラーを獲得した。その後自らの負傷や他の選手とのレギュラー争いにより出場試合数が増減し、1997年には「川崎フロンターレ」としてプロ化してJリーグを目指すこととなった。旧JFLとしての最後のシーズンとなった1998年には再びレギュラーに返り咲いた。後に「博多の森の悲劇」と語られる同年11月19日のJ1参入決定予備戦でも延長戦を含めてフル出場したがチームはアビスパ福岡に3ゴールを許して敗れた。
1999年、クラブがJリーグ2部(J2)に参加した際、川元はプロ契約を結ばず、同僚の小松崎保や久野智昭などと同じく社員選手としてJリーグでプレーした。このシーズンは佐原秀樹の成長により控えに回る、あるいはベンチから外れることが多くなり、チームがJ2優勝とJ1昇格を決めたシーズン終了後に川元は退団し、社業に専念する事になった。なお、この年には東海大学の後輩の寺田周平が入団し、開幕戦などで同時に先発した。
川崎退団後、2000年は平日に富士通で勤務しながら神奈川県社会人サッカーリーグ1部の神奈川県教員サッカークラブに参加し、天皇杯の本大会に神奈川県代表として参加した。また、2006年9月17日に行われたフロンターレ10周年記念の「OBドリームマッチ」では、前日に川崎市等々力陸上競技場で行われた交流イベントと共に参加し、久々に川崎サポーターからの歓声を受けた。

## 選手時代の特徴
屈強な身体で相手の攻撃を止めるセンターバックタイプのディフェンダー、特にサイドからの攻撃を抑えるストッパーとしての適性が高かった。川崎では3人のセンターバック型選手で守る「3バック」を採用しており、川元は左サイドのストッパーとして先発で起用された。前述のJ1参入決定戦でも川元はこのポジションで中西哲生やアルテミリ・ペッサリと3バックを組んだ。

## 所属クラブ
- 1987年 - 1989年 神奈川県立厚木南高等学校
- 1990年 - 1993年 東海大学
- 1994年 - 1999年 富士通サッカー部 / 富士通川崎 / 川崎フロンターレ
- 2000年 神奈川県教員サッカークラブ

## 個人成績
| 国内大会個人成績 | 国内大会個人成績 | 国内大会個人成績 | 国内大会個人成績 | 国内大会個人成績 | 国内大会個人成績 | 国内大会個人成績 | 国内大会個人成績 | 国内大会個人成績 | 国内大会個人成績 | 国内大会個人成績 | 国内大会個人成績 |
| 年度             | クラブ           | 背番号           | リーグ           | リーグ戦         | リーグ戦         | リーグ杯         | リーグ杯         | オープン杯       | オープン杯       | 期間通算         | 期間通算         |
| 年度             | クラブ           | 背番号           | リーグ           | 出場             | 得点             | 出場             | 得点             | 出場             | 得点             | 出場             | 得点             |
| 日本             | 日本             | 日本             | 日本             | リーグ戦         | リーグ戦         | リーグ杯         | リーグ杯         | 天皇杯           | 天皇杯           | 期間通算         | 期間通算         |
| ---------------- | ---------------- | ---------------- | ---------------- | ---------------- | ---------------- | ---------------- | ---------------- | ---------------- | ---------------- | ---------------- | ---------------- |
| 1994             | 富士通           | 18               | 旧JFL            | 21               | 1                | -                | -                | -                | -                | 21               | 1                |
| 1995             | 富士通           | 18               | 旧JFL            | 2                | 0                | -                | -                | 0                | 0                | 2                | 0                |
| 1996             | 富士通川崎       | 7                | 旧JFL            | 13               | 0                | -                | -                | 3                | 1                | 16               | 1                |
| 1997             | 川崎             | 5                | 旧JFL            | 0                | 0                | -                | -                | 0                | 0                | 0                | 0                |
| 1998             | 川崎             | 18               | 旧JFL            | 24               | 0                | 4                | 0                | 3                | 0                | 31               | 0                |
| 1999             | 川崎             | 18               | J2               | 8                | 0                | 0                | 0                | 0                | 0                | 8                | 0                |
| 2000             | 神奈川教員       |                  | 神奈川県1部      |                  |                  |                  |                  | 2                | 0                | 2                | 0                |
| 通算             | 日本             | 日本             | J2               | 8                | 0                | 0                | 0                | 0                | 0                | 8                | 0                |
| 通算             | 日本             | 日本             | 旧JFL            | 60               | 1                | 4                | 0                | 6                | 1                | 70               | 2                |
| 通算             | 日本             | 日本             | 神奈川県1部      |                  |                  | -                | -                | 2                | 0                |                  |                  |
| 総通算           | 総通算           | 総通算           | 総通算           |                  |                  | 4                | 0                | 8                | 1                |                  |                  |

その他の公式戦
- 1998年
  - J1参入決定戦 1試合0得点

- Jリーグ(J2)初出場：1999年3月14日 対アルビレックス新潟戦（等々力陸上競技場）